# Passeport français
Le passeport français est un document de voyage international délivré exclusivement par la République francaise et ses représentations à l'étranger. Pouvant servir de preuve de la citoyenneté française, il permet aux services diplomatiques et consulaires de vérifier l'identité des citoyens français sur le territoire national et de leur porter aide et assistance à l'étranger.

## Origine et histoire

### Premiers passeports
La France a utilisé notamment le système du livret d'ouvrier, tout au long du XIXe siècle, mais des certificats étaient utilisés dès l'Ancien Régime pour réglementer la circulation des personnes, en généralisant le système inventé lors de la peste de Marseille. Un registre des soldats est notamment mis en place en 1716 par Claude Le Blanc afin de lutter contre la désertion. Le vagabondage, défini précisément par le fait de n'avoir aucun sauf-conduit ou « passe-port », est sévèrement réprimé.
Après une période d'expérimentation dès la Régence, au début du XVIIIe siècle, les passeports sont abolis dans les premiers temps de la Révolution, au nom de la liberté de circulation, qui est l'un des premiers droits énoncés par la Constitution de 1791. Mais leur usage est vite rétabli, en droit sinon en fait, avec une multitude de décrets et de lois. Après la tentative de fuite du roi, arrêté à Varennes, le décret du 1er février 1792 rend obligatoire la détention d'un passeport pour circuler dans le pays ; la loi des 1er février - 28 mars 1792 rendit le passeport obligatoire pour toute personne voulant voyager dans le royaume; le décret du 7 décembre 1792, promulgué par la Convention nationale, permit à l'administration de refuser d'émettre un passeport à quelqu'un qui le demande — décret qui a « force de loi » selon le Conseil d'État (1991; loi des 28-29 juillet 1792) ; le décret du 10 vendémiaire an IV (2 octobre 1795), etc. Ces textes réglementaires ne sont toutefois qu'imparfaitement appliqués. La loi sur les nomades de 1912 oblige aussi ces derniers à se munir d'un carnet anthropométrique.

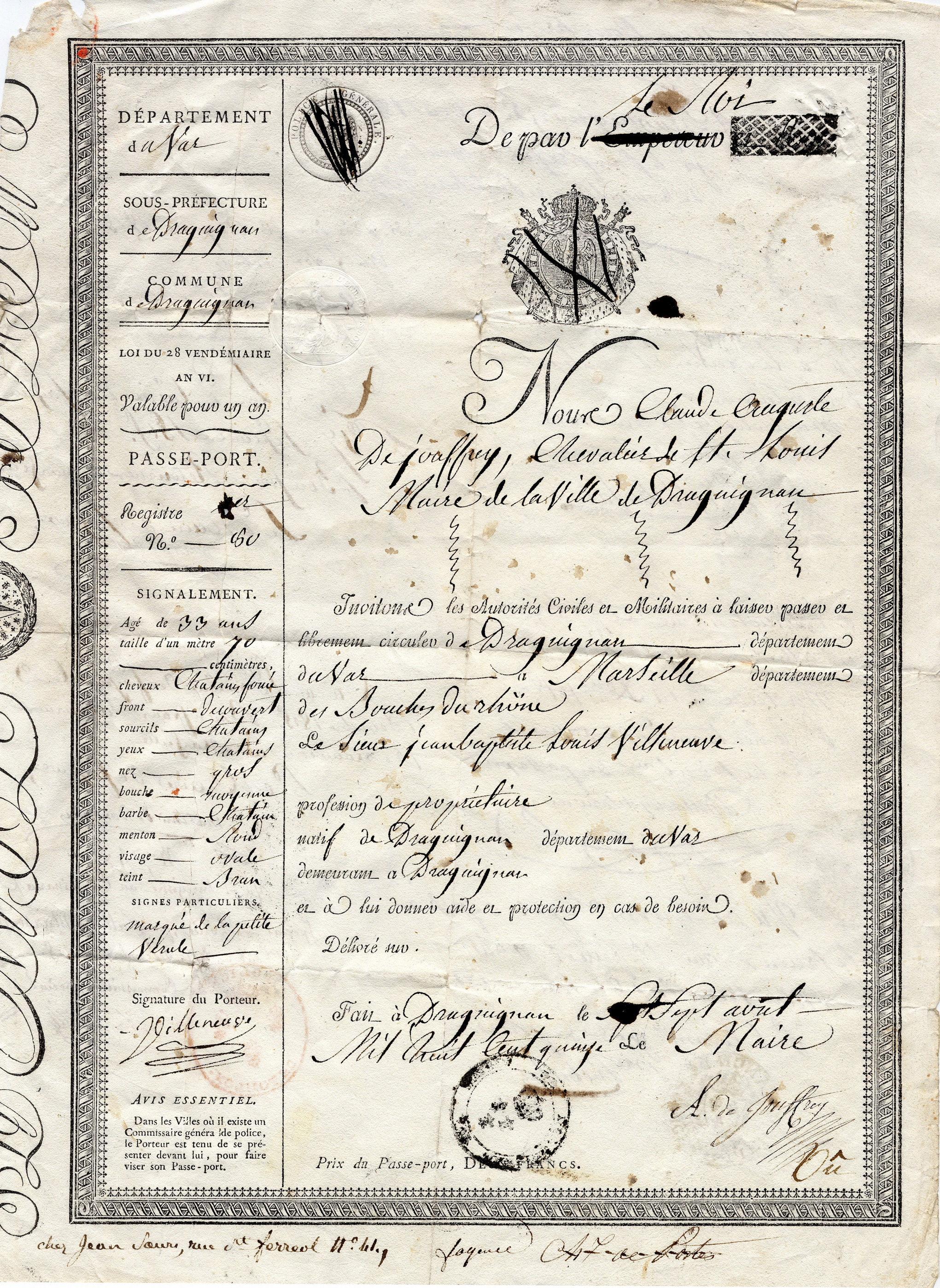
Passeport de 1815.
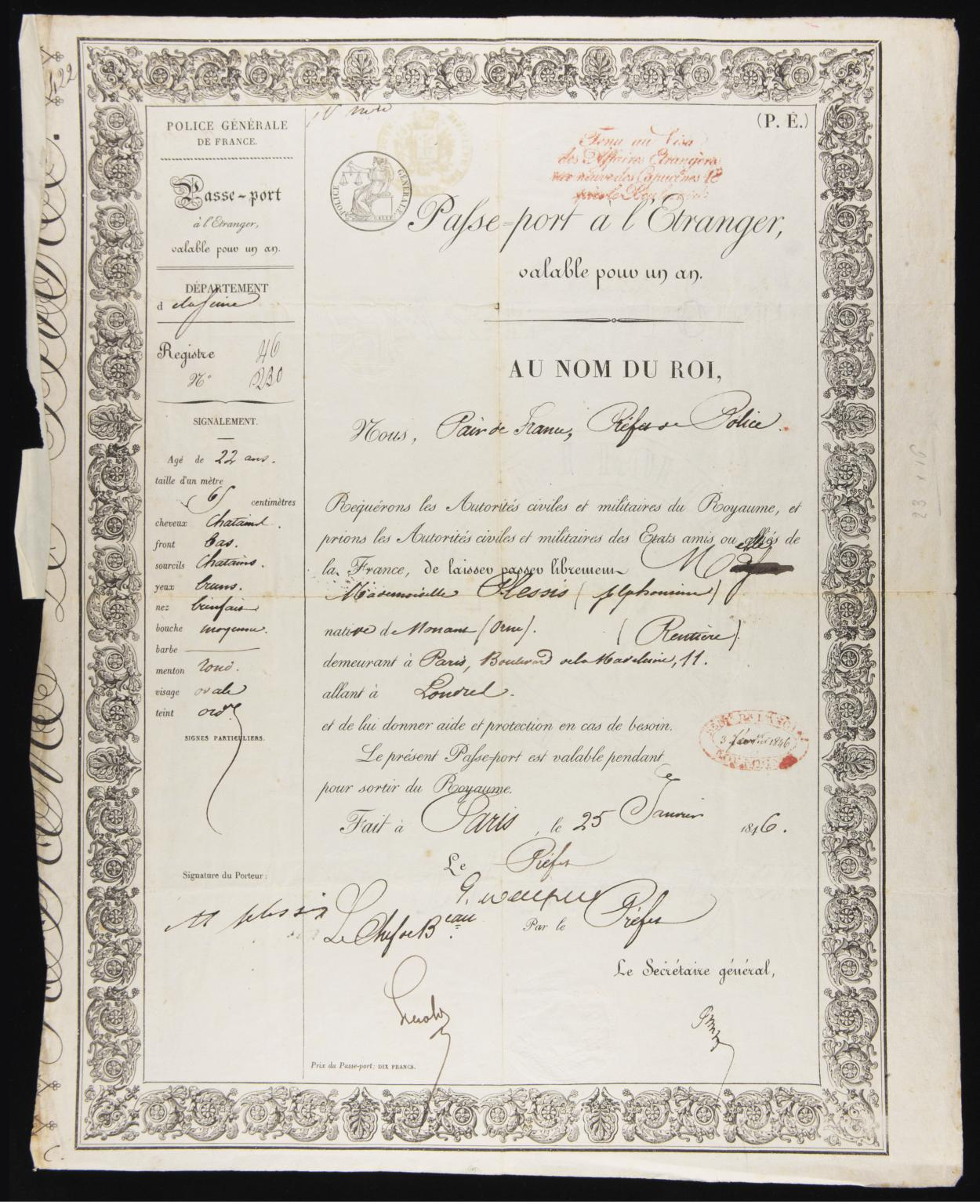
Passeport de 1846.
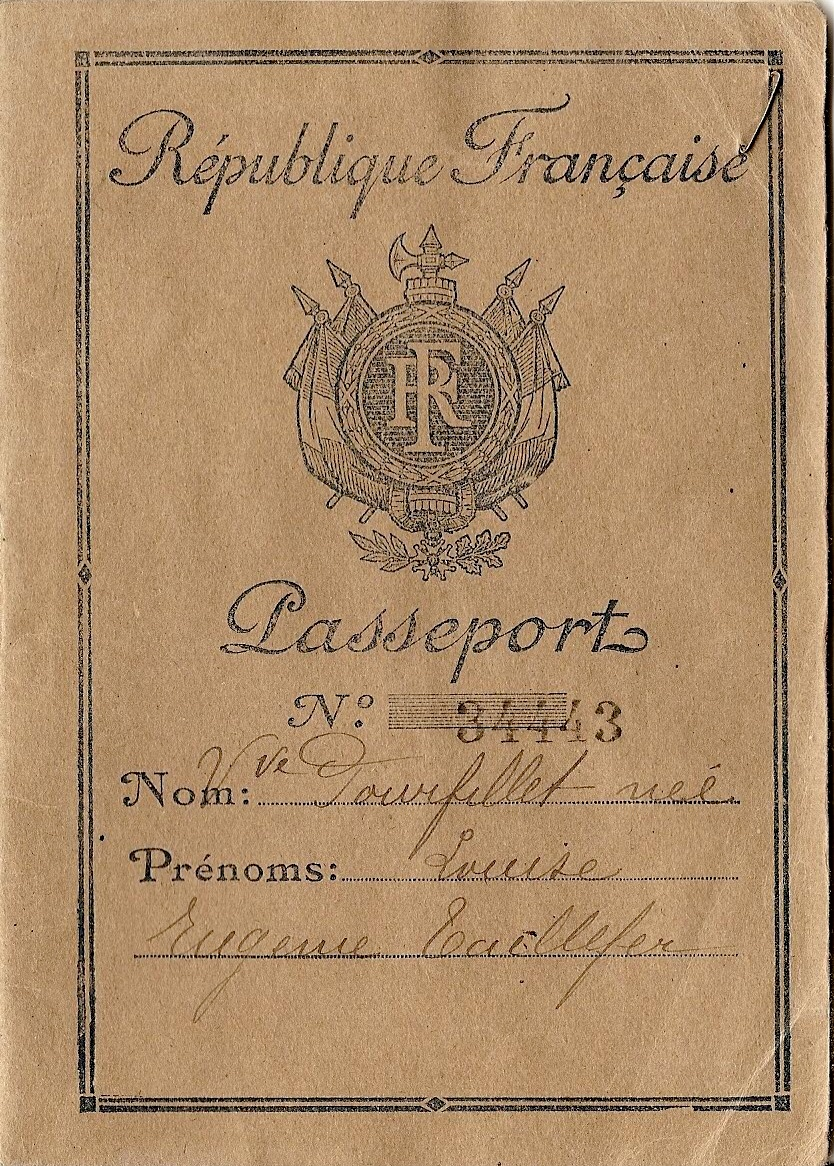
Passeport de 1947.
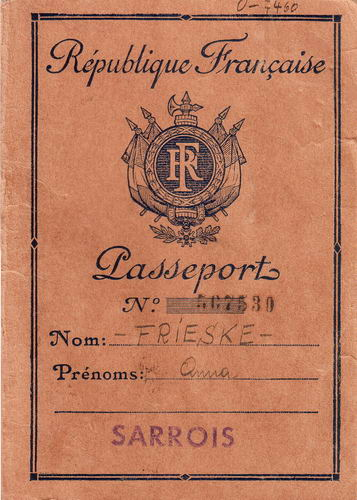
Passeport français de 1947 pour le protectorat de Sarre.

### Passeport optique

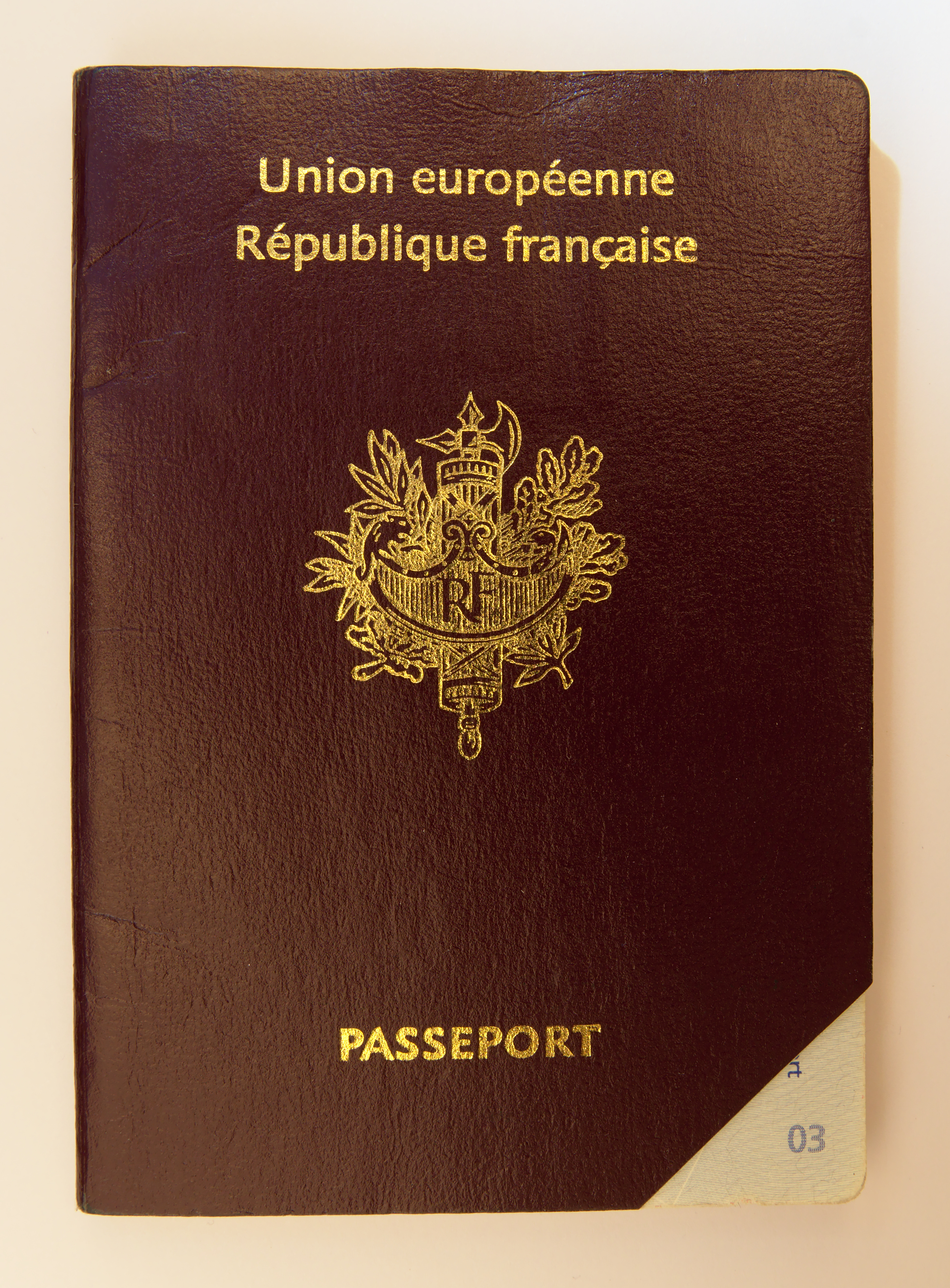
Passeport optique français de 2004 invalidé (coin coupé).

À partir de 2001, la France met en place un passeport à lecture optique dit « Delphine » (pour « Délivrance de passeports à haute intégrité de sécurité »). Ce document est exigé à compter du 1er octobre 2003 pour se rendre aux États-Unis sans visa ; les anciens passeports nécessiteront quant à eux un visa. La production de ce passeport est arrêtée avec la mise en œuvre du passeport électronique à partir du 26 octobre 2006.
Les nom, date de naissance, nationalité et numéro du passeport sont inscrits sur deux lignes de texte, au bas de la page où figure la photo du détenteur. Ces informations sont suivies de chevrons (>>>) sur la largeur de la page.

### Passeport électronique

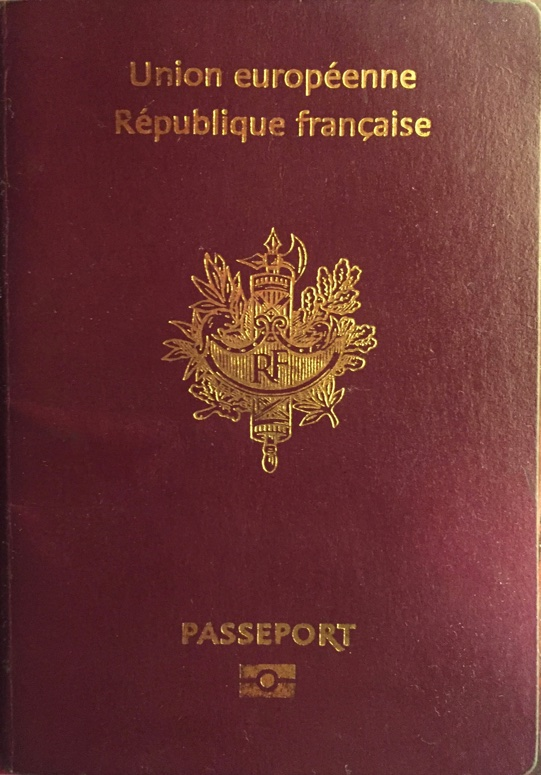
Passeport électronique français de 2007.

Par décret du 30 décembre 2005, la France institue un passeport électronique, mis en circulation à partir de mai 2006 et progressivement déployé.
Une puce électronique et une radio-étiquette sont incorporées dans la couverture. Les informations qui y sont enregistrées sont ainsi consultables à courte distance par un lecteur électromagnétique. Ces informations numérisées sont le nom, la date de naissance, la nationalité et le numéro du passeport.

### Passeport biométrique
Le passeport biométrique fait suite au passeport électronique. Il est délivré sur l'ensemble du territoire à partir de juin 2009. La seule différence visuelle avec le passeport électronique est le soulignement du mot « passeport » sur la couverture. En revanche, la puce stocke désormais la photographie numérisée et deux empreintes digitales du détenteur du passeport.
Comme son prédécesseur électronique, il a une durée de validité de 10 ans pour les adultes et 5 ans pour les mineurs. Outre la photographie d'identité numérisée, l'état civil et les deux empreintes digitales figurant sur la puce électronique, le passeport est lié à l'application DELPHINE, premier fichier national biométrique utilisé à des fins administratives.
En France, il est possible d'effectuer une demande de passeport biométrique dans n'importe quelle mairie équipée d'un dispositif de recueil de données biométriques, qui se compose d'un scanner, d'un appareil photo (hors métropole) et du dispositif d'enregistrement des empreintes digitales.
Dans un premier temps, les citoyens pouvaient se faire photographier dans l'une des 2 000 mairies équipées de ce matériel. En 2012, l'appareil photo a été supprimé du dispositif en France métropolitaine. La suppression de ce service vise à protéger l'activité des professionnels locaux de la photographie.
La mise en place du passeport biométrique en France s'est traduite, notamment en région parisienne et à partir du mois de mai 2013, par de graves engorgements et un allongement considérable des délais d'obtention. En effet, durant la période estivale de nombreuses personnes sollicitent un passeport auprès de leur mairie afin de partir en vacances à l'étranger. Il est donc conseillé de déposer le plus tôt possible sa demande de passeport.

## Types de passeport

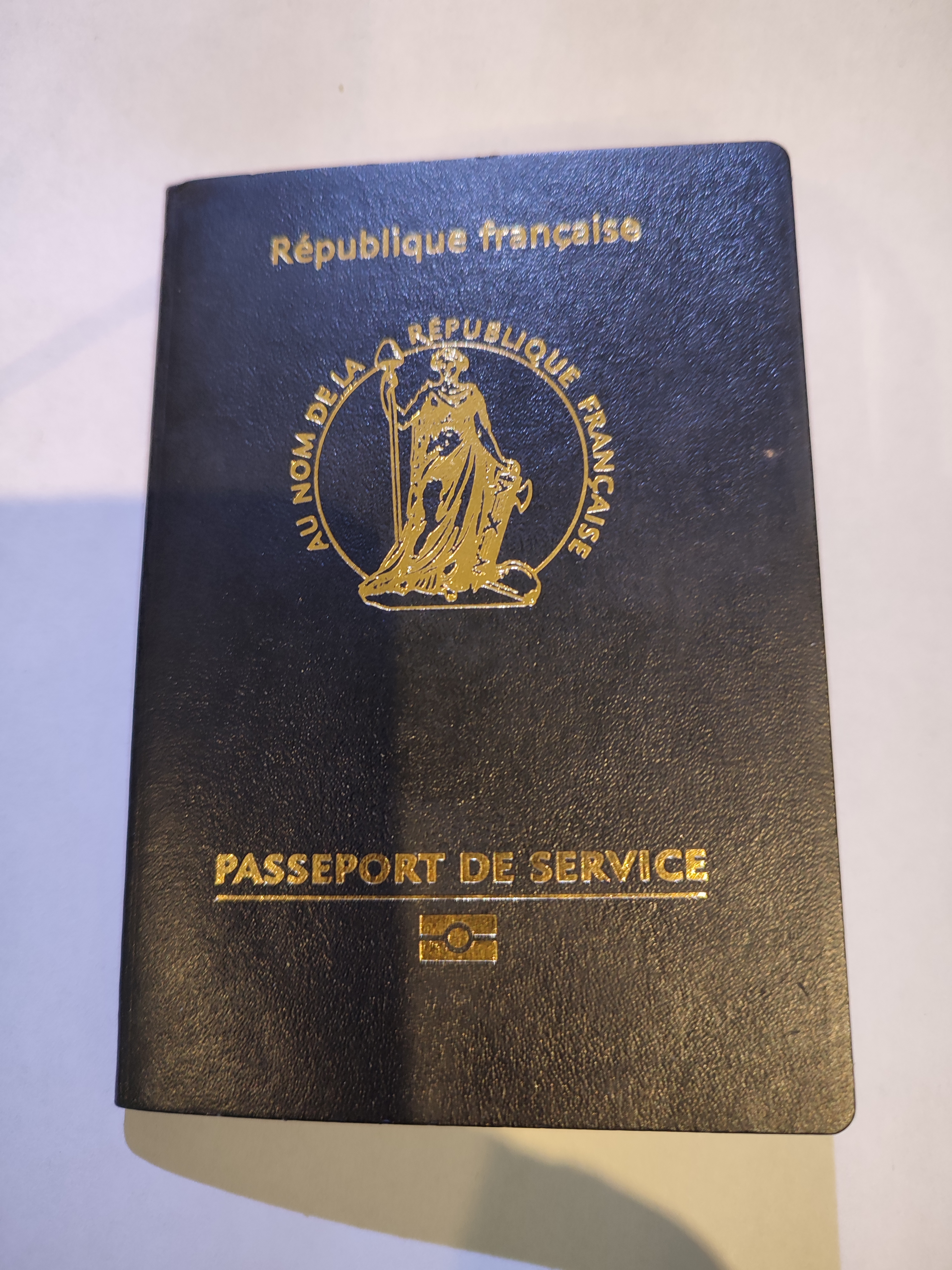
Passeport de service français.

Il existe en 2018 sept titres de passeport en France, régis par des normes de l'Organisation de l'aviation civile internationale (OACI) :
- le passeport standard ;
- le passeport grand voyageur[9] ;
- le passeport temporaire[10] ;
- le passeport diplomatique[11]  ;
- le passeport diplomatique urgent[réf. nécessaire] ;
- le passeport de mission[12] ;
- le passeport de service[13].

## Délivrance et validité
Les passeports français sont délivrés par les préfectures (en France) et par les consulats (hors de France). Le dépôt de la demande et le retrait du document se font dans une mairie quelconque ou un consulat. Dans les deux cas, les autorités doivent disposer d'une station d'accueil biométrique.

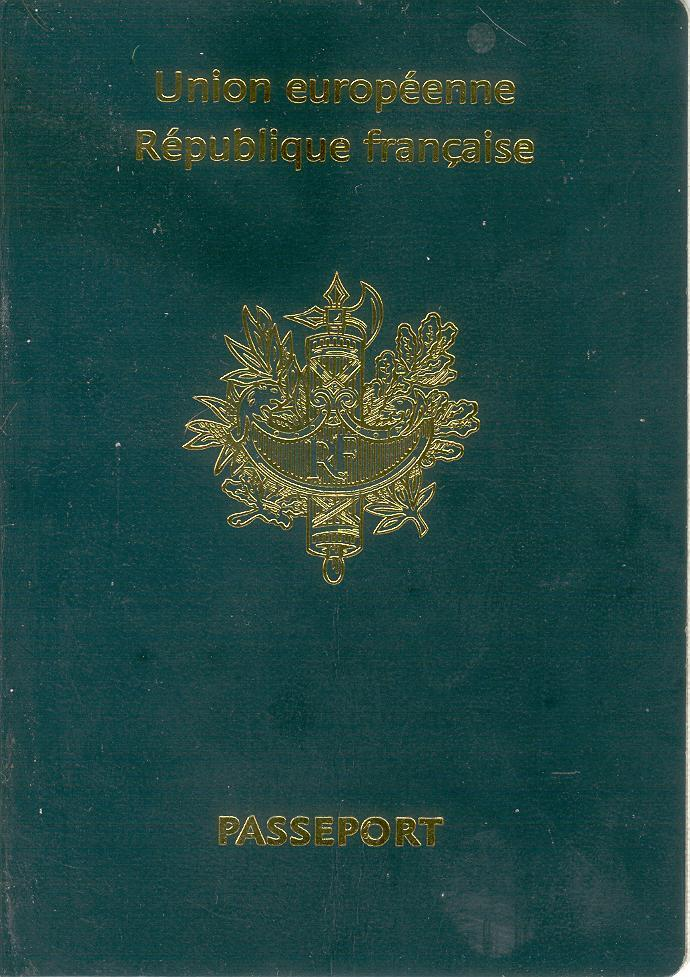
Passeport d'urgence valable un an.

Ils sont valables 10 ans pour les majeurs, 5 ans pour les mineurs et pour les passeports de mission ou de service délivrés aux fonctionnaires dans le cadre de l'exercice de leurs fonctions. Les passeports temporaires délivrés en urgence sont eux valables 1 an.
Une somme de 86 euros (respectivement 89 euros si la photo est prise dans la mairie) en timbres fiscaux est demandée afin d'établir un passeport pour une personne majeure. Elle est réduite à 42 euros (resp. 45 euros) pour les mineurs entre 15 et 18 ans et à 17 euros (resp. 20 euros) pour les mineurs jusqu'à 15 ans,. Si la demande est faite à l'étranger, la somme est 10 euros plus chère et paiement est effectué en espèces, ou par carte bancaire, chèque ou virement. Les timbres fiscaux ne sont pas acceptés.
Les passeports sont délivrés gratuitement aux personnes indigentes ayant de faibles revenus conformément à l'article 955 du code général des impôts  :

« Les passeports, les cartes nationales d'identité, ainsi que les visas de passeports à délivrer aux personnes véritablement indigentes et reconnues hors d'état d'en acquitter le montant, sont délivrés gratuitement. »

La notion d'indigence est déterminée au cas par cas par les services préfectoraux. Il peut s'agir par exemple des seuils de pauvreté de l'Insee ou la perception des minimas sociaux,.
Une personne bénéficiant par exemple du revenu de solidarité active (RSA) peut faire sa demande de passeport en mairie et joindre avec les documents habituellement demandés une demande d'exonération du timbre fiscal pour indigence conformément à l'article 955 du code général des impôts sur papier libre ainsi qu'une attestation de la CAF justifiant la perception du RSA.
Les passeports temporaires sont eux à 27 euros (resp. 30 euros) uniquement si des nécessités impérieuses le justifient (proche en danger à l'étranger notamment) ; de plus, le passeport temporaire ne permet pas de se rendre aux États-Unis sans visa car l'administration américaine exige un passeport contenant une photo scannée et une puce RFID pour bénéficier du programme d'exemption de visa pour les séjours touristiques de moins de trois mois (le passeport temporaire ne contient pas de puce RFID). Ces coûts peuvent être majorés de trois euros si la station d'accueil est équipée d'un appareil photo numérique permettant la prise de photo sur place. Les passeports de mission et de service sont gratuits.
La gratuité s'applique également pour toute modification d'un passeport en cours de validité (changement d'état civil ou d'adresse, rectification d'erreur…). Dans ce cas, un nouveau passeport biométrique est fabriqué en conservant la date de validité initiale.
En vertu du décret du 7 décembre 1792 promulgué par la Convention nationale, décret qui a aujourd'hui « force de loi », l'administration peut refuser de délivrer un passeport. Toutefois, en vertu de la Déclaration des droits de l'homme et du citoyen (art. 2), de la Convention de sauvegarde des droits de l'homme et des libertés fondamentales (protocole no 4) et du Pacte international relatif aux droits civils et politiques (art. 12), le Conseil d'État (CE) considère que :

« la liberté d'aller et de venir n'est pas limitée au territoire national mais comporte également le droit de le quitter. Il en découle que l'autorité administrative ne peut refuser un passeport que si les déplacements à l'étranger de celui qui le demande sont de nature à compromettre la sécurité nationale ou la sûreté publique. »

En cas de refus de délivrance d'un passeport, le CE (1991) considère que l'inscription du demandeur au fichier des personnes recherchées (FPR) est légale. Ce fichier est systématiquement consulté en cas de délivrance d'un passeport.
Après la vague d'attentats de 1986, le gouvernement Chirac suspend tous les accords de dispense du visa d'entrée et rétablit l'obligation du visa d'entrée pour les ressortissants de la totalité des États du monde, à l'exception de ceux de la Communauté européenne, de la Suisse, du Liechtenstein, de Monaco, de Saint-Marin et du Vatican. L'accord européen sur le régime de circulation des personnes entre les pays membres du Conseil de l'Europe et celui relatif à la suppression du visa pour les réfugiés sont suspendus par la France. Outre le visa d'entrée, la France impose, via une circulaire non publiée du 28 novembre 1986, un « visa de sortie » que les étrangers résidant en France doivent demander pour voyager. Le Gisti (Groupe d'information et de soutien aux travailleurs immigrés) attaque en justice cette circulaire, et gagne au bout de six ans de procédures, le 22 mai 1992, devant le Conseil d'État. Il gagne à nouveau, en 1997, ayant contesté cette fois-ci la légalité d'une circulaire de 1994, qui rétablissait des « visas de retour » pour les étrangers résidant légalement en France et partis en voyage.
Un passeport périmé doit être restitué, car il est la propriété de l'État français.
À l'entrée dans un territoire d'outre-mer comme la Polynésie française, bien que la présentation d'un passeport par un ressortissant français ne soit pas obligatoire, elle est de facto indispensable. En effet, pour les français voyageant par avion d'Europe, des escales techniques aux États-Unis d'Amérique peuvent être nécessaires ; ils doivent donc se soumettre aux conditions d'entrée de ce pays. Or, celles-ci requièrent la présentation d'un passeport. Par ailleurs, en Polynésie française, la présentation d'un billet de retour peut être exigé pour les ressortissants non-résidents d'origine européenne.

## Statistiques
La France a produit 4 090 423 passeports en 2018 soit moins que le nombre de cartes d'identité produites la même année (4 810 599). Ceci revient à 6,12 passeports produits annuellement pour cent habitants, à comparer par exemple avec les États-Unis (6,3 pour 100 hab.).

## Apparence du passeport
Les passeports français sont de couleur rouge bordeaux et portent les armoiries officieuses de la République centrées sur la couverture. Le mot « PASSEPORT » est inscrit en dessous des armoiries (de plus, il est souligné s'il s'agit d'un passeport biométrique), « Union européenne » ainsi que « République française » au-dessus. La couverture du passeport électronique comporte le symbole du support électronique en bas. Le passeport français utilise le modèle standard de l'Union européenne à 32 pages. Un passeport dit « grand voyageur » comporte 48 pages et est disponible depuis le 2 avril 2013[réf. nécessaire].

### Page d'identité

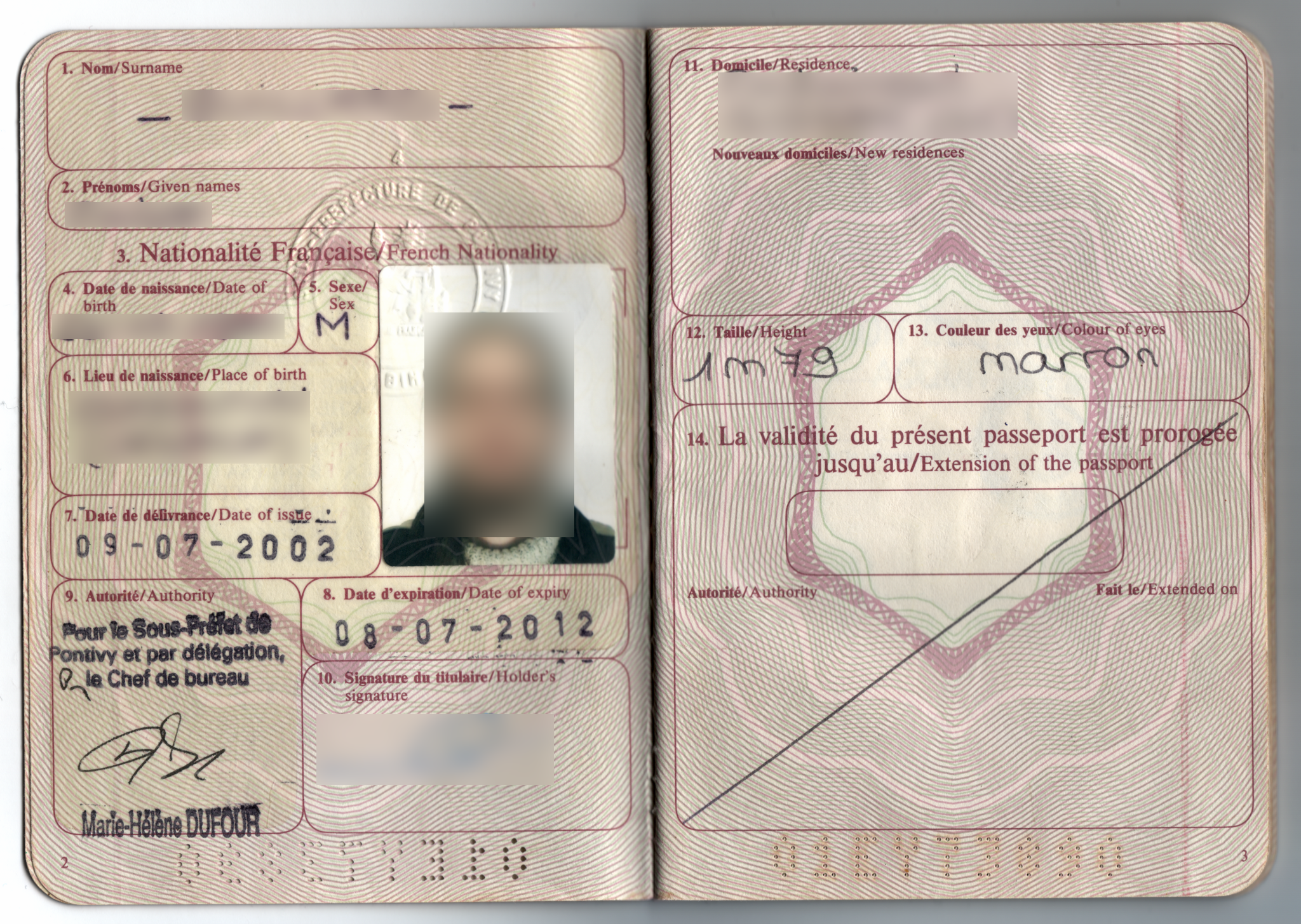
Pages d'identité d'un passeport d'avant la version Delphine

Le passeport français contient les données suivantes aux pages 2 et 3 :
- Photo du titulaire
- Type (type de document, ici P pour Personnel)
- Code du pays (FRA)
- Numéro de passeport
- Nom (1)
- Prénoms (2)
- Nationalité (3)
- Date de naissance (4)
- Sexe (5)
- Lieu de naissance (6)
- Date de délivrance (7)
- Date d'expiration (8)
- Autorité (9)
- Signature du titulaire (10)
- Domicile (11)
- Taille (12)
- Couleur des yeux (13) – Page 32. Seules les couleurs suivantes sont acceptées : albinos, bleue, bleu-gris, bleu-vert, grise, gris-vert, marron, marron-vert, noire, noisette, pers (bleu-vert foncé), vairon (pour les yeux de couleurs différentes), verte[26]. Les précisions « foncé » ou « clair » ne sont pas admises.

La page d'identité se termine avec une zone optique pouvant être lue par ordinateur.

### Langues
La page d'identité est imprimée en français et en anglais. Une traduction dans les langues officielles de l'Union européenne d'avant l'extension de 2004 est fournie sur les pages suivantes, respectivement :
- espagnol
- danois
- allemand
- grec
- anglais
- irlandais
- italien
- néerlandais
- portugais
- finnois
- suédois

La traduction dans les autres langues de l'Union européenne (bulgare, croate, estonien, hongrois, letton, lituanien, maltais, polonais, roumain, slovaque, slovène et tchèque) n'a pas encore été intégrée.

## Exigences de la photo biométrique
- La taille de la photo doit être de dimsions 35 × 45 mm.
- La photo doit être en couleur.
- Elle doit avoir été prise au cours des six derniers mois.
- Le fond ne doit pas être blanc.
- Les lunettes doivent être absentes.
- Le couvre-chef ne peut être utilisé que pour des raisons religieuses.

## Exemptions de visas avec un passeport français
En janvier 2025, les citoyens français peuvent entrer sans visa préalable (soit absence de visa, soit visa délivré lors de l'arrivée sur le territoire) dans 189 pays et territoires pour des voyages d'affaires ou touristiques de courte durée. Selon l'étude de Henley & Partners, le passeport français est le 3e plus puissant du monde (à égalité avec les passeports allemand, danois, espagnol, finlandais, irlandais et italien) en termes de liberté de voyages internationaux.

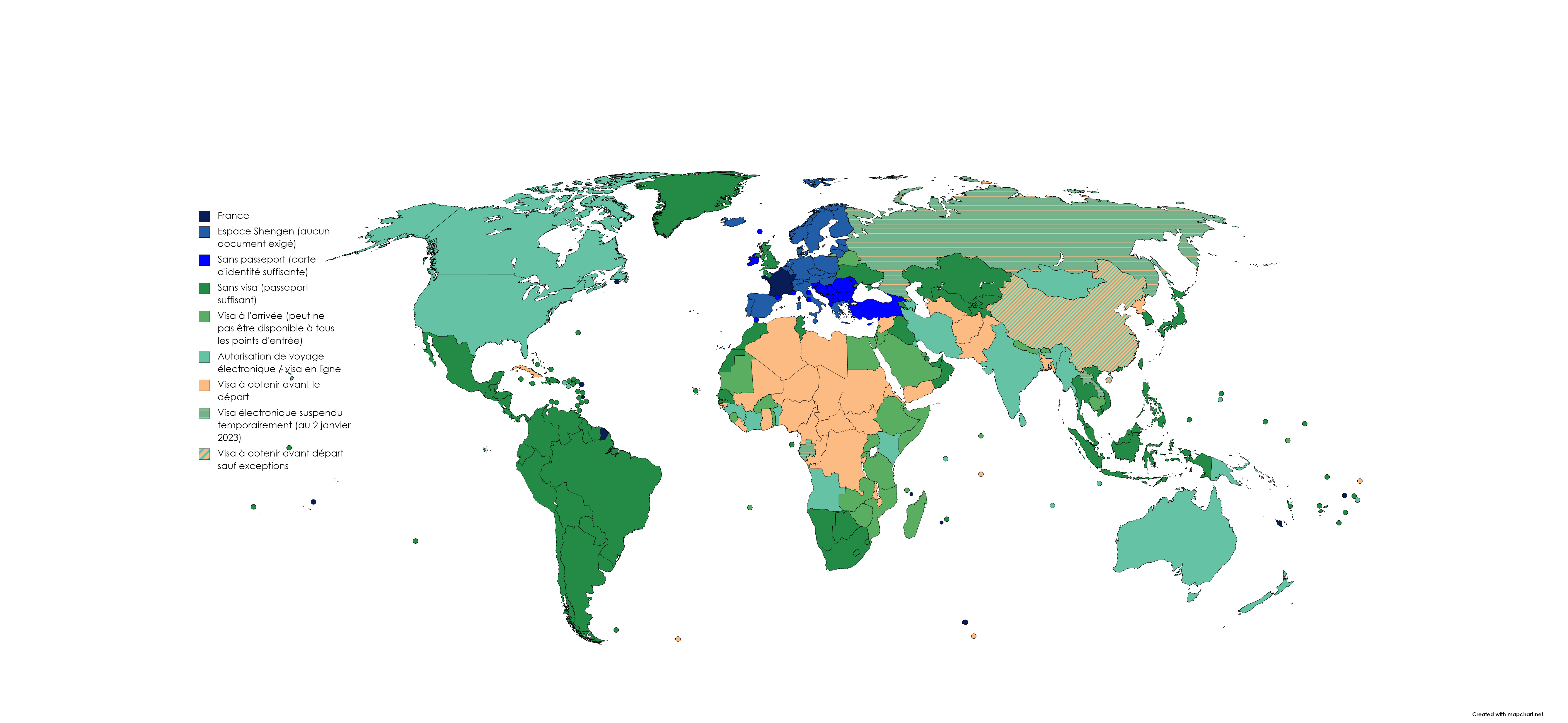
Carte des exemptions de visa pour les passeports français au 2 janvier 2023 (pays en bleu : voyage sans passeport, pays en vert : voyage sans visa (ou avec visa électronique ou délivré à l'arrivée), pays en orange : visa à obtenir avant le voyage).

### Afrique

#### Afrique - Autres
| Pays                                         | Conditions d'accès | Commentaires | Documents requis      | Accès sans passeport                                                                                           |
| -------------------------------------------- | --- | --- | --------------------- | --- |
| Afrique du Sud                               | 90 jours | Pas de visa | Passeport obligatoire | |
| Algérie                                      | moins de 90 jours (25 € + 60 €) plus de 90 jours (25 € + 100 €)                                                                                          | Visa délivré uniquement au consulat du pays et de la région de résidence                                                                                  |                       | |
| Angola                                       | | |                       | |
| Botswana                                     | 90 jours | Visa délivré à l'arrivée (gratuit) |                       | |
| Burundi                                      | 3 jours Possibilité d'allongement de la durée du séjour dans le pays. La meilleure façon d'y parvenir est de demander un visa de 1 mois à une ambassade. | Visa délivré à l'arrivée |                       | |
| Cameroun                                     | | |                       | |
| Comores                                      | 45 jours (15000 KMF/30 €) | Visa délivré à l'arrivée |                       | |
| République du Congo                          | 15 jours (55 €) | Visa obligatoire avant le départ |                       | |
| République démocratique du Congo             | | |                       | |
| Djibouti                                     | 3 jours : 50 € 1 mois : 75 € | Visa obligatoire à l'arrivée. Un visa de court séjour (d'une durée maximale de trois mois) doit être sollicité auprès de l'ambassade de Djibouti à Paris. |                       | |
| Égypte                                       | 30 jours 25 US$, extensibles | Visa délivré aux ports et aéroports d'arrivée |                       | Carte d'identité RF et visa délivré sur un document séparé                                                     |
| Érythrée                                     | | |                       | |
| Eswatini                                     | 60 jours | Pas de visa |                       | |
| Éthiopie                                     | 3 mois 20 $US ou 17 € | Visa délivré par certains consulats ou à l'arrivée à l'aéroport international de Bolé                                                                     |                       | |
| Gabon                                        | | |                       | |
| Guinée équatoriale                           | | |                       | |
| Kenya                                        | 3 mois 40 €, extensibles une fois | Visa électronique obligatoire avant le départ |                       | |
| Lesotho                                      | 90 jours | Pas de visa |                       | |
| Libye                                        | | |                       | |
| Madagascar                                   | 30 jours : 25 € 60 jours : 70 € 90 jours : 100 € | Possibilité de visa délivré à l'arrivée | RT                    | |
| Malawi                                       | 3 mois (e-Visa) : 75 USD | |                       | |
| Maroc                                        | 3 mois | Pas de visa |                       | Les voyageurs en groupe ne peuvent plus bénéficier de l'entrée au Maroc sur la seule présentation de la C.N.I. |
| Maurice                                      | 3 mois, extensible à 6 mois sur place | Pas de visa |                       | |
| Mauritanie                                   | 55 € pour 1 mois | Visa à l'arrivée |                       | |
| Mozambique                                   | 30 jours 25 US$ | Visa délivré à l'arrivée |                       | |
| Namibie                                      | 90 jours | Pas de visa |                       | |
| Ouganda                                      | 30 US$ simple entrée 80 US$ 6 mois à entrée multiple 160 US$ 1 an à entrée multiple                                                                      | Le passeport doit couvrir une période d'au moins six mois à partir de la date d'entrée dans le pays.                                                      | c                     | |
| République centrafricaine                    | | |                       | |
| Rwanda                                       | | |                       | |
| Sao Tomé-et-Principe                         | | Pas de visa pour une visite de moins de 15 jours |                       | |
| Sainte-Hélène, Ascension et Tristan da Cunha | droit d'entrée : 4 jours : 12 SHP ; 10 jours : 14 SHP ; 21 jours : 16 SHP ; 60 jours : 20 SHP ; 90 jours : 25 SHP.                                       | Pas de visa | RT                    | |
| Seychelles                                   | 3 mois | Visa délivré à l'arrivée | RT + M                | |
| Somalie                                      | | |                       | |
| Soudan                                       | | |                       | |
| Soudan du Sud                                | | |                       | |
| Tanzanie                                     | Visa ou e-visa simple entrée : 50 US$ (en espèces si à l'arrivée) Visa ou e-visa double entrée : 70 US$ (en espèces si à l'arrivée)                      | Le passeport doit couvrir une période d'au moins six mois à partir de la date d'entrée dans le pays.                                                      |                       | |
| Tchad                                        | | |                       | |
| Tunisie                                      | 3 mois | Pas de visa |                       | Carte d'identité RF valable pour les voyages en groupe uniquement                                              |
| Zambie                                       | 25 US$ simple entrée 80 US$ entrée multiple | Visa délivré à l'arrivée |                       | |
| Zimbabwe                                     | 3 mois (tourisme) 30 jours (affaires) 30 US$ - simple entrée 45 US$ - entrée double 55 US$ - entrée multiple délivré seulement aux ambassades.           | Visa délivré à l'arrivée |                       | |

#### Afrique - CEDEAO 15 (Communauté économique des États de l'Afrique de l'Ouest)
| Pays          | Durée maximale du séjour sans visa pour les citoyens Français                                                                                | Commentaires                                    | Documents requis | Accès sans passeport                                              |
| ------------- | --- | ----------------------------------------------- | --- | ----------------------------------------------------------------- |
| Bénin         | |                                                 | |                                                                   |
| Burkina Faso  | |                                                 | |                                                                   |
| Cap-Vert      | |                                                 | |                                                                   |
| Côte d'Ivoire | 1 visa de 3 mois, demandé avant le départ auprès de l'ambassade de Côte d'Ivoire.                                                            | Visa préalable obligatoire                      | Carnet de vaccination avec vaccin fièvre jaune, billet aller-retour, domiciliation sur place, copie de l'acte de naissance |                                                                   |
| Gambie        | 50 € Entrée simple 90 jours 80 € Entrée multiple 90 jours                                                                                    | Visa délivré uniquement au consulat du pays     | |                                                                   |
| Ghana         | 1 visa d'un mois peut être libéré à l'arrivée pour 100 US$, extensible à 3 mois Pour en savoir plus, demandez à l'ambassade avant le départ. | Visa délivré à l'arrivée                        | |                                                                   |
| Guinée        | | Visa à l'arrivée                                | |                                                                   |
| Guinée-Bissau | |                                                 | |                                                                   |
| Liberia       | |                                                 | |                                                                   |
| Mali          | 1 visa de 5 jours (à 30 jours de décembre à février) délivré à l'arrivée à Bamako-Sénou uniquement.                                          | Visa délivré à l'arrivée à l'aéroport de Bamako | |                                                                   |
| Niger         | |                                                 | |                                                                   |
| Nigeria       | |                                                 | |                                                                   |
| Sénégal       | 3 mois | Visa délivré à l'arrivée                        | | Carte d'identité RF valable pour les voyages en groupe uniquement |
| Sierra Leone  | 125 € Entrée simple 30 jours | Visa délivré uniquement au consulat du pays     | |                                                                   |
| Togo          | 6 jours | Visa délivré à l'arrivée                        | |                                                                   |

### Amérique
| Pays                                                          | Conditions d'accès                                                                                  | Commentaires                          | Documents requis | Accès sans passeport |
| ------------------------------------------------------------- | --------------------------------------------------------------------------------------------------- | ------------------------------------- | --- | --- |
| Anguilla                                                      | |                                       | RT A M | |
| Antigua-et-Barbuda                                            | 6 mois                                                                                              |                                       | | Même règlementation pour l'UE et l'EFTA sauf pour la Lituanie, Slovaquie, République tchèque et l'Islande.                                                    |
| Argentine                                                     | 90 jours                                                                                            |                                       | | |
| Aruba (Pays-Bas)                                              | 180 jours par an                                                                                    |                                       | A M RT (TI) | Même règlementation pour l'UE (sauf pour les Pays-Bas : séjour de durée illimitée). Pour l'EFTA, Monaco, Andorre, Vatican et Saint-Marin - Seulement 30 jours |
| Bahamas                                                       | 3 mois                                                                                              |                                       | . | |
| Barbade                                                       | 3 mois                                                                                              | Pas de visa                           | RT | |
| Belize                                                        | 1 mois                                                                                              | Visa délivré à l'arrivée              | | |
| Bermudes                                                      | |                                       | | |
| Bolivie                                                       | 90 jours tous les 6 mois                                                                            |                                       | | |
| Bonaire, Saba, Saint-Eustache (Pays-Bas caribéens / Îles BES) | 3 mois                                                                                              | Pas de visa                           | c | |
| Brésil                                                        | 90 jours                                                                                            |                                       | c | |
| Îles Caïmans                                                  | |                                       | | |
| Canada                                                        | 6 mois                                                                                              |                                       | Demande AVE à compléter sur internet (frais : 7 dollars canadiens)                                                                             | |
| Chili                                                         | 3 mois                                                                                              |                                       | | |
| Colombie                                                      | 90 jours                                                                                            | Pas de visa. Tampon à l'arrivée       | | L'autorisation de séjour peut être prolonge de 3 mois moyennant un coût. Le coût du renouvellement est exonéré pour les ressortissants de l'Union Européenne. |
| Costa Rica                                                    | 90 jours                                                                                            |                                       | | |
| Cuba                                                          | |                                       | | |
| Curaçao                                                       | 3 mois                                                                                              | Pas de visa                           | c | |
| République dominicaine                                        | 90 jours 10 US$                                                                                     | Carte de touriste délivré à l'arrivée | | |
| Dominique                                                     | 30 jours                                                                                            |                                       | | |
| Équateur                                                      | 90 jours                                                                                            |                                       | Fournir une assurance médicale | |
| États-Unis                                                    | 90 jours                                                                                            | Pas de visa mais ESTA obligatoire     | Autorisation électronique de voyage à demander sur internet avant le départ: ESTA (Electronic System for Travel Authorization) (coût : 21 US$) | |
| Géorgie du Sud-et-les îles Sandwich du Sud                    | |                                       | | |
| Grenade                                                       | | Visa délivré à l'arrivée              | c | |
| Groenland                                                     | 90 jours                                                                                            | Pas de visa                           | | |
| Guatemala                                                     | 90 jours                                                                                            |                                       | | |
| Guyana                                                        | 90 jours                                                                                            |                                       | | |
| Haïti                                                         | 90 jours (gratuit)                                                                                  | Visa délivré à l'arrivée              | c | |
| Honduras                                                      | 90 jours                                                                                            |                                       | | |
| Jamaïque                                                      | 1 mois                                                                                              |                                       | | |
| Îles Malouines                                                | |                                       | | |
| Mexique                                                       | 180 jours (Passeport du citoyen français) 30 jours (Passeport des territoires français d'outre-mer) | Pas de visa, tampon                   | | |
| Montserrat                                                    | |                                       | | |
| Nicaragua                                                     | 10 US$                                                                                              | Pas de visa                           | | |
| Panama                                                        | 90 jours                                                                                            | Pas de visa                           | | |
| Paraguay                                                      | 90 jours extensibles à 120 jours pour 23 €                                                          | Pas de visa                           | | |
| Pérou                                                         | 183 jours                                                                                           | Pas de visa                           | | |
| Porto Rico                                                    | 90 jours                                                                                            | Pas de visa                           | Passeport biométrique requis | |
| Saint-Christophe-et-Niévès                                    | 1 mois extensible de 3 à 6 mois                                                                     | Pas de visa                           | RT | |
| Saint-Martin (Pays-Bas)                                       | 3 mois                                                                                              | Pas de visa                           | c | |
| Saint-Vincent-et-les-Grenadines                               | |                                       | | |
| Sainte-Lucie                                                  | 1 mois                                                                                              | Pas de visa                           | RT | |
| Salvador                                                      | 90 jours                                                                                            |                                       | c | |
| Suriname                                                      | |                                       | | |
| Trinité-et-Tobago                                             | 3 mois                                                                                              | Pas de visa                           | RT + M | |
| Îles Turques-et-Caïques (Royaume-Uni)                         | |                                       | | |
| Uruguay                                                       | 3 mois                                                                                              |                                       | | |
| Venezuela                                                     | 90 jours                                                                                            |                                       | | |
| Îles Vierges des États-Unis (États-Unis)                      | |                                       | | |
| Îles Vierges britanniques (Royaume-Uni)                       | |                                       | | |

### Asie
| Pays                | Conditions d'accès | Commentaires | Documents requis                                           | Accès sans passeport |
| ------------------- | --- | --- | ---------------------------------------------------------- | --- |
| Afghanistan         | 30 jours | Visa à solliciter auprès de l'ambassade avant le départ |                                                            | |
| Arabie saoudite     | 90 jours | E-Visa |                                                            | |
| Bahreïn             | 2 semaines extensibles 3 fois | Visa délivré à l'arrivée | *                                                          | |
| Bangladesh          | 30 jours | Visa délivré à l'arrivée |                                                            | |
| Bhoutan             | 15 jours : 20 US$ extensible 1 fois (15 jours) | Visa délivré à l'arrivée après acceptation du dossier par le Département du Tourisme bhoutanais Forfait journalier minimum de 250 US$ par personne (200 US$ en hiver) incluant le service d'un guide, l'hébergement dans des hôtels 3 étoiles minimum, la taxe individuelle quotidienne de 65 US$, le transport en véhicule particulier, les repas et les entrées de musées |                                                            | |
| Birmanie            | | |                                                            | |
| Brunei              | 30 jours | Pas de visa |                                                            | |
| Cambodge            | 1 mois 30 USD délivré à l'aéroport et dans la plupart des postes frontières par la route ou maritimes                                                                     | Visa délivré à l'arrivée ou sur Internet (https://www.evisa.gov.kh/) |                                                            | |
| Chine               | 72 heures : Pékin / Shanghai (depuis le 1er janvier 2013) 24 heures : Canton (depuis le 1er janvier 2013)                                                                 | Du 30 novembre 2024 au 31 décembre 2025 : Les citoyens français entrant en Chine pour affaires, tourisme, visite de parents et d'amis, ou en transit pour une durée maximale de 30 jours, n'ont pas besoin de visa,. Cette exemption de visa n'est pas possible avec un passeport d'urgence. Cas général : visa délivré à l'aéroport pour 24 à 72h en cas de transit, ou 1 mois sur l'île de Hainan. Les visas pour les autres cas, délivrés au service consulaire coûtent 126 euros (une ou plusieurs entrées) pour les citoyens de l'Espace Schengen. |                                                            | |
| Corée du Nord       | | Visa à solliciter auprès de la Délégation générale de la RPDC après obtention préalable du visa chinois à double entrée. |                                                            | |
| Corée du Sud        | 90 jours | Pas de visa |                                                            | |
| Émirats arabes unis | 30 jours | Visa délivré à l'arrivée |                                                            | |
| Hong Kong           | 90 jours | Pas de visa |                                                            | |
| Inde                | e-visa | |                                                            | |
| Indonésie           | 30 jours extensble 1 seule fois visa et extension : 35$ chaque | Visa délivré à l'arrivée (aéroport). Extensible au bureau d'immigration le plus proche Compter environ 1 semaine de délai et 3 visites au bureau (dépôt dossier/photos, empreintes/récupération passeport) | - passeport valide 6 mois - billet de sortie du territoire | |
| Irak                | | |                                                            | |
| Iran                | 17 jours 50 US$. 30 jours 50 €. | Visa 15 jours uniquement dans les 5 aéroports internationaux. Visa 1 mois à demander dans un consulat. |                                                            | |
| Israël              | 3 mois, extensibles au ministère de l'Intérieur | Visa délivré à l'arrivée. Un passeport tamponné avec un visa israélien interdit l'entrée dans certains pays (Algérie, Liban, Syrie, Iran, etc.). Désormais, les autorités délivrent un ticket avec un flashcode à conserver durant le séjour. |                                                            | |
| Japon               | 3 mois | Pas de visa |                                                            | |
| Jordanie            | 1 mois extensibles à 3, 6 ou 12 mois | Visa délivré à l'arrivée |                                                            | |
| Kazakhstan          | 30 jours | Pas de visa |                                                            | Exemption de visa pour les séjours de moins 30 jours depuis le 1er janvier 2017                                                                                              |
| Kirghizistan        | 60 jours | Pas de visa |                                                            | Depuis le 28 juillet 2012, les citoyens français sont dispensés de l'obligation de visa pour entrer au Kirghizistan pour une durée de maximum 60 jours.                      |
| Koweït              | 3 mois (3 dinars koweïtien) | Visa délivré à l'arrivée |                                                            | |
| Laos                | 30 jours pour 30 US$, extensibles | Visa délivré à l'arrivée | P                                                          | |
| Liban               | 1 mois (gratuit) 3 mois (entrée simple : 50 000 livres libanaises) 3 mois (multiples entrées : 100 000 livres libanaises)                                                 | Visa délivré à l'arrivée pour les séjours de moins d'1 mois. Un passeport tamponné avec un visa israélien interdit l'entrée au Liban. | *                                                          | |
| Macao               | 90 jours | Pas de visa |                                                            | |
| Malaisie            | 3 mois- 1 mois dans l'État Sarawak | Pas de visa |                                                            | |
| Maldives            | 30 jours | Visa délivré à l'arrivée |                                                            | |
| Mongolie            | Visa de nouveau obligatoire depuis le 1er janvier 2016 à solliciter auprès de l'ambassade avant le départ : 30 jours (60 €)                                               | |                                                            | |
| Népal               | 3 jours (gratuit), visas multiples entrées : 15 jours (25 US$), 30 jours (40 US$), 100 jours (100 US$)                                                                    | Visa délivré à l'arrivée |                                                            | |
| Oman                | e-visa simple entrée (jusqu'à 30 jours) : 20 OMR e-visa multiples entrées (jusqu'à 30 jours) : 50 OMR e-visa multiples entrées pendant 1 an (jusqu'à 30 jours par séjour) | |                                                            | Exemption de visa pour les séjours de moins de 14 jours |
| Ouzbékistan         | 30 jours | Pas de visa |                                                            | Exemption de visa pour les séjours de moins 30 jours depuis le 5 octobre 2018                                                                                                |
| Pakistan            | e-visa | |                                                            | |
| Palestine           | | |                                                            | |
| Philippines         | 30 jours extensibles à 59 jours pour 3 030 pesos philippins | Visa délivré à l'arrivée |                                                            | |
| Qatar               | 30 jours | Visa délivré à l'arrivée. Ce visa vous permet de voyager également à Oman. |                                                            | |
| Singapour           | 90 jours | Visa délivré à l'arrivée |                                                            | |
| Sri Lanka           | 30 jours extensibles ETA double entrée 30 US$ en ligne, 35 US$ à l'arrivée                                                                                                | |                                                            | |
| Syrie               | Le visa peut être délivré à la frontière si vous venez de l'aéroport de Beyrouth au Liban. Sinon le visa doit obligatoirement être obtenu à l'ambassade à Paris.          | | * c                                                        | |
| Tadjikistan         | Visa : 7 jours (45 €), 14 jours (55 €) et 1 mois (65 €) E-visa : 45 jours (50 USD). Permis GBAO à demander en sus.                                                        | Visa à l'arrivée (30 jours, simple entrée) seulement à l'aéroport de Douchanbé. Le visa seul ne donne pas accès au GBAO (Haut-Badakhchan). | LOI non nécessaire.                                        | |
| Taïwan              | 90 jours | Pas de visa |                                                            | |
| Thaïlande           | 60 jours | Pas de visa |                                                            | |
| Timor oriental      | 30 jours 25-30 US$ | Visa délivré à l'arrivée |                                                            | |
| Turquie             | 3 mois | Pas de visa |                                                            | Carte d'identité RF restant valable au moins 150 jours à l'entrée sur le territoire turc                                                                                     |
| Turkménistan        | Visa transit 3 à 5 jours. Visa de tourisme disponible seulement via une agence de voyages agréée.                                                                         | |                                                            | |
| Vietnam             | 45 jours | Pas de visa |                                                            | Un visa est obligatoire pour tout séjour de plus de 45 jours. Plus d'infos : https://www.diplomatie.gouv.fr/fr/conseils-aux-voyageurs/conseils-par-pays-destination/vietnam/ |
| Yémen               | 3 mois 10 500 YER | Visa à solliciter auprès du consulat avant le départ | *                                                          | |

### Europe

#### Europe – Espace Schengen
Dans l'espace Schengen, il n'y a pas de contrôles aux frontières entre la France et les autres pays européens ayant signé cette convention.

| Pays | Conditions d'accès | Commentaires | Documents requis | Accès sans passeport |
| --- | --- | ------------ | ---------------- | -------------------- |
| Union européenne dans Schengen Allemagne Autriche Belgique Bulgarie Croatie Chypre Danemark Espagne Estonie Finlande Grèce Hongrie Italie Lettonie Lituanie Luxembourg Malte Pays-Bas Pologne Portugal République tchèque Roumanie Slovaquie Slovénie Suède | Pas de restrictions d'accès (EEE, UE et espace Schengen) Pas de restrictions d'accès pour Chypre, qui a signé mais pas encore ratifié les accords de Schengen. | Pas de visa  |                  | Carte d'identité RF  |
| Islande | Pas de restrictions d'accès (EEE et Espace Schengen) | Pas de visa  |                  | Carte d'identité RF  |
| Liechtenstein | Pas de restrictions d'accès (EEE et Espace Schengen) | Pas de visa  |                  | Carte d'identité RF  |
| Norvège | Pas de restrictions d'accès (EEE et Espace Schengen) | Pas de visa  |                  | Carte d'identité RF  |
| Suisse | Pas de restrictions d'accès (Espace Schengen) | Pas de visa  |                  | Carte d'identité RF  |

#### Europe - UE non-Schengen
| Pays    | Conditions d'accès              | Commentaires | Documents requis | Accès sans passeport |
| ------- | ------------------------------- | ------------ | ---------------- | -------------------- |
| Irlande | Pas de restriction d'accès (UE) | Pas de visa  |                  | Carte d'identité RF  |

#### Europe - Autres
| Pays                 | Conditions d'accès | Commentaires | Documents requis | Accès sans passeport |
| -------------------- | --- | --- | --- | -------------------- |
| Akrotiri et Dhekelia | Accès restreint | Accès strictement limité, bases militaires souveraines | |                      |
| Albanie              | 90 jours par période de 6 mois | Pas de visa | | Carte d'identité RF  |
| Andorre              | 3 mois | Pas de visa | | Carte d'identité RF  |
| Arménie              | 6 mois par an | Pas de visa | |                      |
| Azerbaïdjan          | 30 jours e-visa 20 USD + 3 USD de frais | Pas de visa délivré aux frontières terrestres. Entrée interdite si le passeport comporte un visa du Haut-Karabagh.                                           | I+P |                      |
| Biélorussie          | 30 jours Il faut pouvoir justifier d'avoir au moins 22 euros par jour et pouvoir fournir une assurance médicale d'un montant de 10 000 euros minimum. Ne pas transiter par un aéroport russe, au départ ou à l'arrivée. Si le séjour est supérieur à 5 jours, un enregistrement est obligatoire auprès des services d'immigration via l'hébergement. | La durée de validité du passeport doit être supérieure de plus de 90 jours à la date de sortie                                                               | Passeport obligatoire |                      |
| Bosnie-Herzégovine   | 3 mois | Pas de visa | | Carte d'identité RF  |
| Chypre du Nord       | Pas de restriction d'accès | Pas de visa | |                      |
| Îles Féroé           | 3 mois | Pas de visa | | Carte d'identité RF  |
| Géorgie              | 360 jours | Pas de visa | Entrée interdite depuis la Russie via l'Abkhazie ou l'Ossétie du sud.                                                                 |                      |
| Groenland            | Pas de restriction d'accès | Pas de visa | | Carte d'identité RF  |
| Guernesey            | Pas de restriction d'accès | Pas de visa | | Carte d'identité RF  |
| Jersey               | Pas de restriction d'accès | Pas de visa | | Carte d'identité RF  |
| Kosovo               | 90 jours | La sortie du Kosovo vers la Serbie nécessite d'avoir sur le passeport un tampon d'entrée en Serbie datant de moins de 3 mois.                                | |                      |
| Macédoine du Nord    | 3 mois | Pas de visa | | Carte d'identité RF  |
| Île de Man           | Pas de restriction d'accès | Pas de visa | | Carte d'identité RF  |
| Moldavie             | 90 jours sur 6 mois La durée de validité du passeport doit être supérieure de plus de six mois à la date d'entrée | Pas de visa | | Carte d'identité RF  |
| Monaco               | Pas de restrictions d'accès pour les citoyens français ayant une carte de résident de plus de 3 mois | Pas de visa | | Carte d'identité RF  |
| Monténégro           | 3 mois | Pas de visa | | Carte d'identité RF  |
| Royaume-Uni          | 6 mois | Pas de visa | Passeport obligatoire |                      |
| Russie               | E-Visa 16 jours : 40 €. Visa requis pour les voyages supérieurs à 16 jours. | La durée de validité du passeport doit être supérieure de plus de 6 mois à la date de sortie. Certaines régions sont soumises à des autorisations spéciales. | E-visa sur le site du ministère des affaires étrangères Ou Voir liste des justificatifs sur site web officiel VFS Global pour le visa |                      |
| Saint-Marin          | Pas de restrictions d'accès - Voir Italie | Pas de visa | | Carte d'identité RF  |
| Serbie               | 3 mois | Pas de visa | | Carte d'identité RF  |
| Svalbard             | Accès libre car la France est signataire du traité concernant le Spitzberg. | Pas de visa | | Carte d'identité RF  |
| Transnistrie         | Délivrance d'une carte de migration gratuite lors du passage de la frontière, valable de 10 heures (transit) à 45 jours. | | |                      |
| Ukraine              | 90 jours | Pas de visa | |                      |
| Vatican              | Pas de restriction d'accès | Pas de visa | | Carte d'identité RF  |

### Océanie
| Pays                        | Conditions d'accès | Commentaires             | Documents requis | Accès sans passeport |
| --------------------------- | --- | ------------------------ | ---------------- | -------------------- |
| Australie                   | 90 jours Être obligatoirement titulaire de l'autorisation électronique de voyage eVisitor pour se rendre en Australie que ce soit pour un séjour tourisme ou pour un voyage d'affaires. | Gratuit                  |                  |                      |
| Îles Cook                   | 1 mois extensible à 3 mois |                          |                  |                      |
| Fidji                       | 14 jours extensible à 6 mois 25 € | Visa délivré à l'arrivée |                  |                      |
| Kiribati                    | 90 jours | Pas de visa              |                  |                      |
| Îles Mariannes du Nord      | |                          |                  |                      |
| Îles Marshall               | 90 jours | Pas de visa              |                  |                      |
| États fédérés de Micronésie | |                          |                  |                      |
| Nauru                       | Visa de tourisme (3 mois) : 100 $ AUD |                          |                  |                      |
| Niue                        | 30 jours | Visa délivré à l'arrivée |                  |                      |
| Nouvelle-Zélande            | 3 mois Un visa d'un an de Vacances Travail peut être demandé. | Pas de visa              |                  |                      |
| Île Norfolk                 | |                          |                  |                      |
| Palaos                      | 30 jours extensibles pour 50 US$ | Pas de visa              |                  |                      |
| Papouasie-Nouvelle-Guinée   | 60 jours 100 kinas - tourisme ; 500 kinas - affaires | Visa délivré à l'arrivée |                  |                      |
| Îles Salomon                | 3 mois extensibles | Visa délivré à l'arrivée | M                |                      |
| Samoa                       | 30 jours | Pas de visa              | RT               |                      |
| Samoa américaines           | |                          |                  |                      |
| Tonga                       | 1 mois | Visa délivré à l'arrivée | M RT             |                      |
| Tuvalu                      | |                          |                  |                      |
| Vanuatu                     | 30 jours extensibles à 4 mois |                          | RT               |                      |